# Ер-Раян (муніципалітет)
Баладіят Ер-Раян (араб. الريان, англ. Al Rayyan) — адміністративна одиниця у складі Катару. Адміністративний центр — місто Ер-Раян. На території найбільшого за площею, 5 814 км², баладіяту проживає 468,7 тис. катарців.

## Розташування
Баладіят Ар-Раян займає майже половину території Катару, розкинувшись від узбережжя Перської затоки до околиць столиці країни і межує:
- з північного сходу — з баладіятом Умм-Салаль;
- з півночі — з баладіятом Аль-Хор;
- зі сходу — зі столичним баладіятом Ад-Доха;
- з південного сходу — межує з Аль-Вакра.

## Історія
Найбільша, південна й східна місцина Катару була малорозвинутою. Незначна кількість її мешканців жила вздовж узбережжя і займалася рибальством та видобутком перлів.
У середині ХХ століття сановники Катару поставили за мету впорядкувати свої уділи адміністративно, тоді вони створили на базі історичних центрів держави кілька адміністративних одиниць і закріпили це в законі № 11 від 1963 року. Пізніше, в 1972 році, Шейх Мохаммед бін Джабер Аль Тані підписав законопроєкт № 19, яким розмежував кілька баладіятів, серед яких, зокрема, Ар-Раян.

## Населення і поселення
Від часів свого заснування цей слаборозвинутий баладіят не був важливим, лише з початку ХХІ століття Ар-Раян почав динамічно розвиватися, від 30 000 катарців у 1980-х роках до 468 695 жителів у 2010 році. Більшість його мешканців — катарці, але й чимало емігрантів, які працюють у столиці країни й на нафтогазових промислах.
Загалом баладіят Ар-Раян розділений на три історичні зони (які відповідають попереднім територіальним одиницям) з відповідними населеними пунктами:
- Ар-Раян зона (колишній баладіят Er Rayyan);
- Каріян ель Батна (колишній баладіят Cariyan el Batna);
- Ель Кумаліє (колишній баладіят El Cumaliye);

## Економіка
Баладіят Ар-Раян як віддалений від столиці країни приречений був стати малорозвинутою територією, що й тривало багато століть до того. Але відкриття величезного родовища нафти у його надрах, спричинило до економічного зростання Катару. Тоді ж на території баладіяту Ар-Раян почали розвивати нафтогазовий промисел, зокрема видобуваннянафти — і регіон почав розвиватися прискореними темпами. Постало питання будівництва промислових, оброблювальних та житлових об'єктів й інфраструктури. Саме надходження від нафтогазовидубувного комплексу становлять основну частину в бюджеті баладіяту.
Новим стимулом для розвитку місцевості планується реалізація проєкту проведення чемпіонату світу з футболу 2022 року. Урядовці планують до того часу налагодити як спортивний, так і культурний відпочинок гостей і жителів баладіяту. Стадіон і відомі історичні пам'ятки та пляжі — стануть візитівкою баладіяту Ар-Раян.